# HMS Bulwark (2001)
HMS Bulwark (L15) – brytyjski okręt desantowy-dok typu Albion. Zwodowany w 2001 roku, do służby wszedł w 2005 roku jako siódmy okręt w historii Royal Navy o tej nazwie. Pomiędzy październikiem 2011 roku a czerwcem 2015 roku był okrętem flagowym Royal Navy. Po remoncie rozpoczętym w 2020 roku ma ponownie wejść do służby w 2024 roku.

## Projekt i budowa
W 1985 roku na zlecenie Royal Navy rozpoczęły się prace koncepcyjne nad przyszłością dużych okrętów desantowych. Wybrano wariant w którym istniejące udane okręty desantowe typu Fearless, zostaną zastąpione przez nowo zbudowane okręty desantowe o zbliżonej charakterystyce. Ze względów finansowych w 1988 roku przesunięto decyzję o budowie nowych jednostek. Dodatkowo w 1990 roku HMS „Fearless”, został skierowany na remont w celu tymczasowego przywrócony go do służby. 
W 1991 roku brytyjski rząd ogłosił decyzję o budowie dwóch nowych okrętów desantowych-doków i przystąpił do opracowywania szczegółowej koncepcji nowych okrętów. Po zakończeniu tych prac w 1994 roku, wysłano zapytania ofertowe do trzech stoczni, z których możliwą do przyjęcia odpowiedź przysłała stocznia Vickers Shipbuilding and Engineering Limited (obecnie BAE Systems Marine) mieszcząca się w Barrow-in-Furness. 18 lipca 1996 roku został podpisany kontrakt na opracowanie projektu konstrukcyjnego i budowę dwóch jednostek, z których pierwsza miała wejść do służby w 2000 roku. Stocznia w celu realizacji kontraktu musiała zostać przebudowana. Istniejąca hala montażowa wykorzystywana do budowy okrętów podwodnych była zbyt mała i należało zbudować nową pochylnię. W hali miały powstawać bloki nowych okrętów, które miały być następnie montowane na pochylni. Pierwszy z budowanych okrętów miał otrzymać imię HMS „Albion” i numer taktyczny L14, drugi HMS „Bulwark” z numerem taktycznym L15.
Budowa HMS „Bulwark” rozpoczęła się 27 stycznia 2000 roku w stoczni VSEL w Barrow-in-Furness. Wodowanie miało miejsce 15 listopada 2001 roku. Próby morskie na Morzu Irlandzkim rozpoczęły się 31 maja 2004 roku, próby odbiorcze 19 lipca 2004 roku. 13 grudnia 2004 roku „Bulwark” został przejęty od stoczni przez Royal Navy. Wejście do służby nastąpiło 28 kwietnia 2005 roku.

## Dane taktyczno-techniczne

### Kadłub
Kadłub okrętu o długości 176 metrów charakteryzował się wysoką wolną burtą, krótkim pokładem dziobowym wyposażonym w artyleryjski zestaw obrony bezpośredniej, dwukondygnacyjną nadbudówką na śródokręciu i lądowiska dla śmigłowców w rejonie pokładu rufowego. Na nadbudówce posadowiono trzy maszty będące podstawami pod urządzenia radarowe, łącznościowe i rozpoznawcze. Dwa kominy umieszczono na prawej burcie. W tylnej części nadbudówki znalazło się centrum kierowania ruchem powietrznym. Nadbudówkę wyposażono w instalację wodną, która w razie konieczności mogła być wykorzystana do automatycznego spłukiwania opadu radioaktywnego w przypadku ataku jądrowego.
W dolnym rejonie części rufowej umieszczono studnię dokową, służącą do transportu kutrów i barek desantowych. Nad studnią dokową umieszczono pomieszczenia dla desantu. Dolna część kadłuba w rejonie śródokręcia mieści magazyny sprzętu wojskowego. Pomieszczenia dla załogi znajdują się na śródokręciu, nad pokładem samochodowym oraz na prawej burcie w okolicy pokładu śmigłowcowego. Ogólnodostępne pomieszczenia socjalne znajdują się głównie w części dziobowej oraz w przyburtowych częściach śródokręcia. 20% kabin załogi zostało przystosowanych dla potrzeb kobiet. Kabiny te zostały zgrupowane w jednej części okrętu i tworzą wydzieloną strefę.
Okręt ma wyporność standardową 14 600 t, pełną 18 500 t. Po zalaniu przestrzeni dokowej wyporność wzrasta do 21 500 t.
Załoga „Bulwarka” liczy 320 oficerów i marynarzy, ale oprócz tego zaokrętować można do dwustu żołnierzy piechoty morskiej (a na krótszy okres nawet do pięciuset).
W przedziale transportowym „Bulwarka” można zmieścić 31 ciężarówek i 36 mniejszych pojazdów (na przykład Land Roverów). Okręt może przewozić także czołgi Challenger 2, bojowe wozy piechoty i transportery opancerzone. Desant można przeprowadzić zarówno drogą morską (barkami desantowymi LCU Mk 10 przewożonymi w wewnętrznym doku i LCVP Mk 5 na żurawikach), jak i powietrzną (okręt nie jest wyposażony w hangar, lecz na pokładzie lotniczym może przyjąć 2 śmigłowce Boeing CH-47 Chinook lub trzy mniejsze maszyny). 
Elementem stałego wyposażenia „Bulwarka” jest także Hippo, specjalistyczny wóz zabezpieczenia technicznego.

### Napęd
Okręt posiada spalinowo elektryczny układ napędowy, w którym silniki wysokoprężne zintegrowane są z generatorami produkującymi prąd elektryczny. Generatory napędzane są przez cztery silniki wysokoprężne; dwa Wärtsilä Vasa 16V 32LNE o łącznej mocy 17 000 KM oraz dwa Wärtsilä Vasa 4R 32LNE o mocy 4216 KM każdy. Generatory wytwarzają prąd o napięciu 6,6 kV, który napędza dwa silniki elektryczne prądu przemiennego o mocy 6000 kW. Przenoszą one moc na dwie pięciołopatowe śruby o stałym skoku. W celu polepszenia własności manewrowych okręt został wyposażony w dziobowy ster strumieniowy o mocy 1176 KM. Przy średniej prędkości 15 w, zasięg wynosi 8000 Mm.
Dzięki napędowi spalinowo elektrycznemu udało się uprościć konstrukcję siłowni okrętowej i zmniejszyć jej załogę w porównaniu z okrętami desantowymi typu Fearless o 65%.

### Uzbrojenie
Głównym uzbrojeniem okrętu są dwa artyleryjskie zestawy obrony bezpośredniej o kalibrze 30 mm Goalkeeper. Dodatkowo na dachu mostka umieszczono dwa działka GAM-B01 kalibru 20 mm.

## Służba

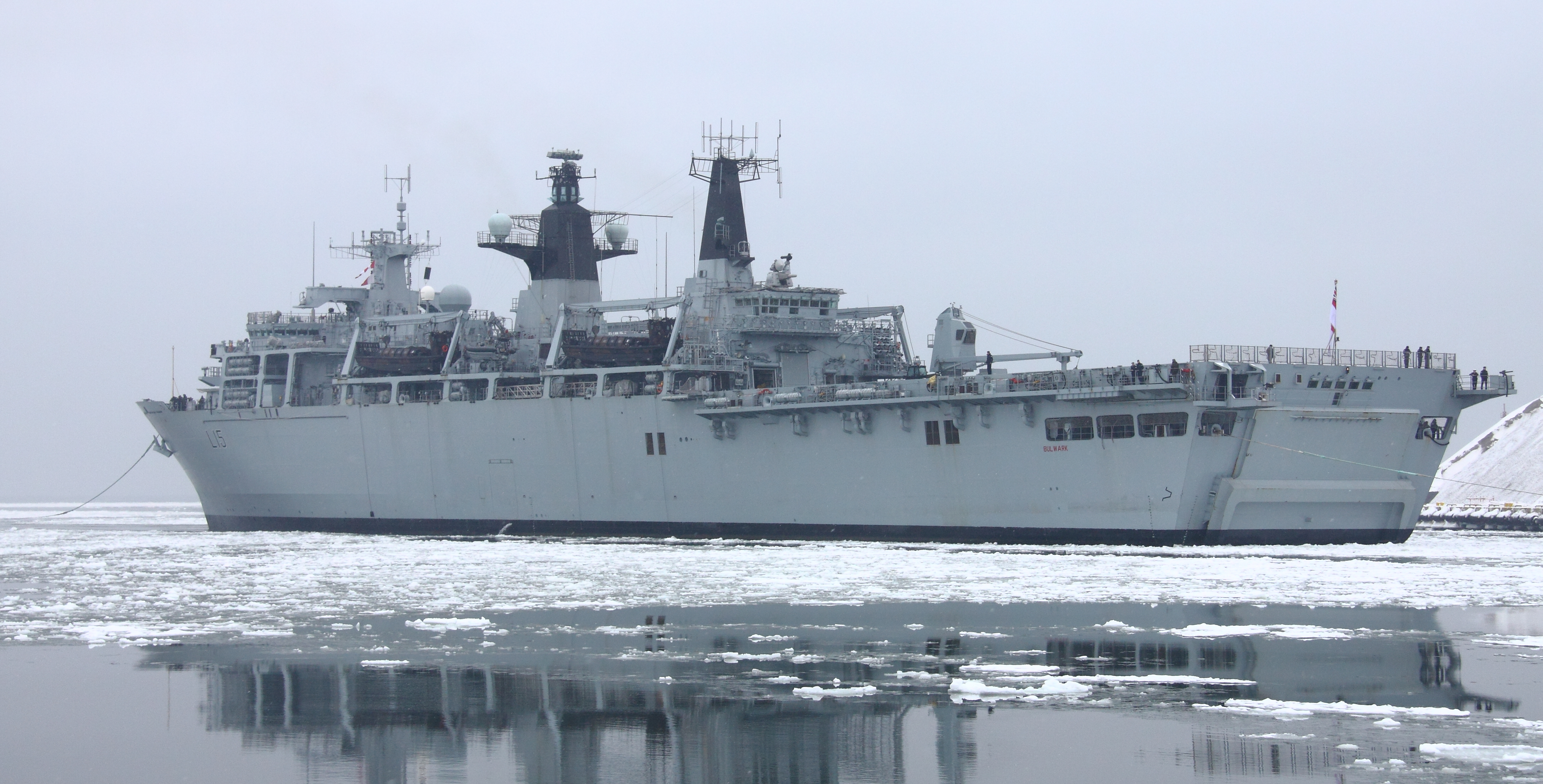
HMS „Bulwark” cumuje w Gdyni

Okręt wszedł do służby 28 kwietnia 2005 roku. Gdy latem 2006 roku nastąpił kryzys libański, „Bulwark” i HMS „Illustrious” udały się na Bliski Wschód, aby w razie potrzeby ewakuować przebywających w niebezpiecznym rejonie brytyjskich obywateli. Ostatecznie na jego pokładzie znalazło schronienie około 1300 osób, które następnie zabrano na Cypr.
W 2010 roku, kosztem 23 milionów funtów, „Bulwarka” poddano ośmiomiesięcznemu remontowi. W październiku następnego roku jednostkę wyznaczono na nowy okręt flagowy Royal Navy.
W połowie lutego 2012 roku „Bulwark” odbył ćwiczenia na Bałtyku z polskimi fregatami, po czym zawinął do Gdyni, gdzie udostępniono go do zwiedzania.
HMS „Bulwark” pełnił rolę okrętu flagowego Royal Navy  do 1 czerwca 2015 roku, kiedy został zastąpiony w tej roli przez HMS „Ocean”.